# باكيليوني
نهر باكيليوني نهر في شمال إيطاليا يمر بالقرب من مدينة بادوفا ومدينة البندقية ويصب في البحر الأدرياتيكي بالقرب من كيودجا.